# 増野元太
増野 元太（ますの げんた、1993年5月24日 - ）は、北海道北斗市出身の元陸上競技選手。専門は110mハードル。自己ベストは日本歴代6位の13秒40。2017年ロンドン世界選手権のセミファイナリスト。

## 経歴

### 高校生時代まで
北海道北斗市出身、血液型はO型、北斗市立久根別小学校→北斗市立上磯中学校→函館大学付属有斗高校→国際武道大学→モンテローザ→ヤマダホールディングス。
陸上は小学3年生の時に学校の陸上クラブに入って始める。ハードルは4年生の時から経験し、6年生の時には全国小学生交流大会の80mハードルに出場している。しかし、6年生の秋から中学1年生の夏まで駅伝と長距離をやったり、中学3年生の時には腰骨の分離症になったりするなどして、中学時代は全国大会に出場することができなかった。
高校では、インターハイとインカレの100mで日本一を達成した実績がある西川康秀の指導を受け、インターハイには3年連続で出場を果たした。3年生の時のインターハイ110mハードルでは予選で14秒37（+0.9）、準決勝で14秒22（+1.2）と自己ベスト（当時）をマークし、決勝を14秒01（+2.4）で制して初の全国タイトルを獲得して日本一を達成した。

### 大学生時代

#### 2012年
4月に国際武道大学へ進学。1999年世界選手権110mハードル日本代表であり、スプリントハードルの専門家である櫻井健一から指導を受ける。10月の国民体育大会110mハードルでは自身初の13秒台およびジュニア歴代3位タイ（当時）の記録となる13秒92（+0.4）で4位に入った。

#### 2013年
6月の日本選手権110mハードルに初出場を果たし、準決勝で13秒77（+1.5）の自己ベスト（当時）をマークした。

#### 2014年
4月に織田記念国際110mハードル予選で自己ベスト（当時）の13秒73（+0.5）をマーク。5月に水戸招待陸上110mハードル予選で日本歴代10位タイ（当時）の記録となる13秒61（+2.0）をマーク。6月の日本選手権110mハードルでは準決勝で自己ベストタイ（当時）の13秒61（+0.2）、決勝で日本歴代6位タイ（当時）の記録となる13秒58（+0.4）をマークし、日本選手権初優勝で日本一を飾るとともに9-10月開催のアジア大会日本代表の座を射止めた。初めてシニアの日本代表となったアジア大会110mハードルでは決勝まで進出するも、決勝は13秒66（+0.4）の4位（3位と0秒05差）で惜しくもメダルを逃した。

#### 2015年
5月に関東インカレ（1部）110mハードルで大会記録となる13秒64（+1.0）をマークした。7月のユニバーシアード110mハードルでは3位に入り、同大会の110mハードルにおいて日本勢初となるメダルを獲得した。また、これは主要世界大会（オリンピック、ユースオリンピック、世界選手権、世界ジュニア選手権、世界ユース選手権、ユニバーシアード）の110mハードルにおいて日本勢が獲得した初のメダルでもあった。

### 社会人時代

#### 2016年
4月にモンテローザへ入社。6月5日の布勢スプリント110mハードルで自己ベスト（13秒58）に迫る13秒59（+1.4）をマークすると、同月25日の日本選手権110mハードル準決勝でも13秒59（-0.5）をマークして決勝に進出した。翌日の決勝では追い風参考記録ながら自己ベストを上回る13秒51（+2.4）をマークしたが、矢澤航に0秒03差で敗れ2大会ぶりの日本一を逃した。

#### 2017年
3月末で所属するモンテローザ陸上競技部の廃部に伴い、4月にヤマダ電機陸上競技部へ移籍。6月には4日の布勢スプリント110mハードル決勝で追い風参考記録ながら13秒43（+3.2）をマークすると、24日の日本選手権110mハードル予選で自己ベスト（13秒58）と大会記録（13秒55）を大幅に更新する日本歴代2位の13秒40（0.0）をマークし、ロンドン世界選手権の参加標準記録（13秒48）を突破。日本記録に0秒01と迫る好タイムで予選は突破したものの、準決勝は13秒54（+0.3）、翌日の決勝は13秒61（-0.2）とタイムを落とし、2位と同タイム着差ありの3位に終わった。優勝して日本一でのロンドン世界選手権日本代表の内定を勝ち取ることはできなかったが、大会後に日本代表に選出された。8月のロンドン世界選手権110mハードルには、高山峻野、大室秀樹と共にこの種目日本勢8年ぶり（2009年ベルリン大会以来）の出場を果たすと、6日の予選で13秒58（+1.3）をマークし着順で準決勝に進出できる組4着に入った。この種目では2007年大阪大会の内藤真人と田野中輔以来、10年ぶり史上3人目の日本人セミファイナリストになったが、準決勝は隣のレーンの選手が転倒した影響もあり、13秒79（+0.2）の組7着で敗退した。

#### 2019年
2019年4月16日、現役引退を表明。引退の理由は故障が原因ではなく、結果を出しても生活が良くならなかったから。ヤマダ電機陸上部は2018年冬に退部していた。
2019年9月一般企業を退社、2019年11月7日自身のTwitterで東京オリンピックまでの期間限定で競技復帰を宣言した。

## 人物・エピソード
- 2006年3月6日に第8回全国小学生クロスカントリーリレー研修大会に出場し、4区を走ってチーム対抗は3位、区間記録は3位タイ、個人総合は24位タイという成績を残している[15]。
- 趣味は散歩。好きな食べ物はオムライス、嫌いな食べ物は漬物。好きなアーティストは安室奈美恵[1]。

## 家族
- 父・芳幸は高校時代に200mハードルでインターハイ出場経験を持つ[16]。
- 2歳年の離れた兄・太郎とは小学校の陸上クラブから函館大学付属有斗高等学校まで一緒だった[2]。太郎も110mハードルの選手で、2013年の日本選手権では予選1組で兄弟対決が実現した（結果は元太が0秒18差で太郎に先着）。

## 自己ベスト
- 記録欄の（　）内の数字は風速（m/s）で、+は追い風を意味する。

| 種目         | 記録         | 年月日        | 場所   | 備考        |
| 屋外         | 屋外         | 屋外          | 屋外   | 屋外        |
| ------------ | ------------ | ------------- | ------ | ----------- |
| 110mハードル | 13秒40 (0.0) | 2017年6月24日 | 大阪市 | 日本歴代3位 |
| 室内         |              |               |        |             |
| 60mハードル  | 7秒86        | 2015年2月7日  | 大阪市 |             |

## 主な成績
- 種目欄のJHは高さ99.1cmのハードルを意味する
- 備考欄の記録は当時のもの

### 国際大会
| 年         | 大会                     | 場所         | 種目    | 結果   | 記録          | 備考                 |
| ---------- | ------------------------ | ------------ | ------- | ------ | ------------- | -------------------- |
| 2011 (高3) | 日韓中ジュニア交流競技会 | 名古屋       | 110mJH  | 優勝   | 14秒19 (-0.1) |                      |
| 2011 (高3) | 日韓中ジュニア交流競技会 | 名古屋       | 110mJH  | 2位    | 14秒17 (-1.6) |                      |
| 2011 (高3) | 日韓中ジュニア交流競技会 | 名古屋       | 4x100mR | 2位    | 41秒36 (1走)  |                      |
| 2011 (高3) | 日韓中ジュニア交流競技会 | 名古屋       | 4x100mR | 2位    | 41秒52 (1走)  |                      |
| 2012 (高3) | 日台交流ジュニア室内     | 大阪         | 60mJH   | 3位    | 7秒87         |                      |
| 2012 (大1) | アジアジュニア選手権     | コロンボ     | 110mJH  | 5位    | 14秒00 (-2.5) |                      |
| 2014 (大3) | アジア大会               | 仁川         | 110mH   | 4位    | 13秒66 (+0.4) |                      |
| 2015 (大4) | ユニバーシアード (en)    | 光州         | 110mH   | 3位    | 13秒69 (+0.7) | 日本勢初のメダル獲得 |
| 2016 (社1) | 日中韓3カ国交流陸上      | 金泉         | 110mH   | 4位    | 13秒77 (+1.7) |                      |
| 2017 (社2) | 世界選手権               | ロンドン     | 110mH   | 準決勝 | 13秒79 (+0.2) | 全体20位             |
| 2018 (社2) | 世界室内選手権           | バーミンガム | 60mH    | 予選   | 7秒97         | 全体32位             |

### 日本選手権
| 年         | 大会    | 場所     | 種目  | 結果 | 記録          | 備考                          |
| ---------- | ------- | -------- | ----- | ---- | ------------- | ----------------------------- |
| 2013 (大2) | 第97回  | 調布市   | 110mH | 6位  | 13秒78 (+1.3) |                               |
| 2014 (大3) | 第98回  | 福島市   | 110mH | 優勝 | 13秒58 (+0.4) | 日本歴代6位タイ               |
| 2015 (大4) | 第99回  | 新潟市   | 110mH | 3位  | 13秒85 (-1.4) |                               |
| 2016 (社1) | 第100回 | 名古屋市 | 110mH | 2位  | 13秒51 (+2.4) |                               |
| 2017 (社2) | 第101回 | 大阪市   | 110mH | 3位  | 13秒61 (-0.2) | 予選13秒40 (0.0)：日本歴代2位 |
| 2018 (社3) | 第102回 | 山口市   | 110mH | 7位  | 13秒82 (+0.7) |                               |

### その他の主要大会
| 年         | 大会                          | 場所       | 種目   | 結果     | 記録          | 備考                |
| ---------- | ----------------------------- | ---------- | ------ | -------- | ------------- | ------------------- |
| 2005 (小6) | 全国小学生陸上                | 東京都     | 80mH   | 準決勝   | 13秒09 (-1.5) |                     |
| 2009 (高1) | インターハイ                  | 奈良市     | 110mH  | 予選     | 15秒28 (+0.9) |                     |
| 2009 (高1) | 国民体育大会                  | 新潟市     | 110mJH | 4位      | 14秒77 (-0.7) |                     |
| 2010 (高2) | インターハイ                  | 沖縄市     | 110mH  | 8位      | 14秒75 (+0.0) |                     |
| 2010 (高2) | 日本ユース選手権              | 名古屋市   | 110mJH | 2位      | 14秒10 (+0.9) |                     |
| 2011 (高3) | インターハイ                  | 北上市     | 110mH  | 優勝     | 14秒01 (+2.4) |                     |
| 2011 (高3) | 日本ジュニア選手権            | 名古屋市   | 110mH  | 2位      | 14秒12 (+0.7) | 高校歴代9位         |
| 2012 (大1) | 関東インカレ (2部)            | 東京都     | 110mH  | 2位      | 14秒22 (+2.0) |                     |
| 2012 (大1) | 日本学生個人選手権            | 平塚市     | 110mH  | 予選     | 14秒73 (+1.9) |                     |
| 2012 (大1) | 南部記念                      | 札幌市     | 110mH  | 7位      | 14秒52 (-1.1) |                     |
| 2012 (大1) | トワイライト・ゲームス        | 東京都     | 110mH  | 7位      | 14秒61 (0.0)  |                     |
| 2012 (大1) | 国民体育大会                  | 岐阜市     | 110mH  | 4位      | 13秒92 (+0.8) | ジュニア歴代3位タイ |
| 2012 (大1) | 日本ジュニア選手権            | 名古屋市   | 110mH  | 2位      | 14秒09 (+0.4) |                     |
| 2013 (大2) | 織田記念                      | 広島市     | 110mH  | B決勝7位 | 14秒29 (+0.5) |                     |
| 2013 (大2) | 関東インカレ (1部)            | 東京都     | 110mH  | 3位      | 14秒01 (+0.4) |                     |
| 2013 (大2) | 日本学生個人選手権            | 平塚市     | 110mH  | 3位      | 13秒97 (+3.3) |                     |
| 2013 (大2) | 日本インカレ                  | 東京都     | 110mH  | 2位      | 13秒83 (+0.7) |                     |
| 2013 (大2) | 南部記念                      | 札幌市     | 110mH  | 優勝     | 14秒19 (-0.6) |                     |
| 2013 (大2) | 国民体育大会                  | 調布市     | 110mH  | 2位      | 13秒81 (-1.2) |                     |
| 2013 (大2) | 実業団・学生対抗              | 平塚市     | 110mH  | 3位      | 13秒71 (+6.7) |                     |
| 2014 (大3) | 織田記念                      | 広島市     | 110mH  | 2位      | 13秒75 (+1.3) |                     |
| 2014 (大3) | 水戸招待                      | 水戸市     | 110mH  | 優勝     | 13秒63 (+0.9) |                     |
| 2014 (大3) | 関東インカレ (1部)            | 熊谷市     | 110mH  | 優勝     | 13秒84 (-1.5) | 同着                |
| 2014 (大3) | 日本インカレ                  | 熊谷市     | 110mH  | 優勝     | 14秒10 (-1.3) |                     |
| 2014 (大3) | 国民体育大会                  | 諫早市     | 110mH  | 3位      | 13秒88 (-0.5) |                     |
| 2015 (大3) | 日本ジュニア室内 (オープン)   | 大阪市     | 60mH   | 2位      | 7秒86         | 自己ベスト          |
| 2015 (大3) | 日本ジュニア室内 (オープン)   | 大阪市     | 60mH   | 3位      | 7秒89         |                     |
| 2015 (大4) | 静岡国際                      | 袋井市     | 110mH  | 優勝     | 13秒80 (-0.8) |                     |
| 2015 (大4) | 関東インカレ (1部)            | 横浜市     | 110mH  | 優勝     | 13秒64 (+1.0) | 大会記録            |
| 2015 (大4) | 国民体育大会                  | 和歌山市   | 110mH  | 予選     | 14秒19 (+2.5) |                     |
| 2016 (社1) | 織田記念                      | 広島市     | 110mH  | 2位      | 13秒86 (-0.5) |                     |
| 2016 (社1) | ゴールデングランプリ川崎      | 川崎市     | 110mH  | 4位      | 13秒67 (-0.6) |                     |
| 2016 (社1) | 布勢スプリント                | 鳥取市     | 110mH  | 2位      | 13秒59 (+1.4) |                     |
| 2016 (社1) | 田島記念                      | 山口市     | 110mH  | 5位      | 14秒16 (-1.2) |                     |
| 2017 (社2) | 木南記念                      | 大阪市     | 110mH  | 3位      | 13秒69 (-0.8) |                     |
| 2017 (社2) | 木南記念                      | 大阪市     | 110mH  | 2位      | 13秒74 (-1.5) |                     |
| 2017 (社2) | ゴールデングランプリ川崎      | 川崎市     | 110mH  | 6位      | 13秒72 (-1.8) |                     |
| 2017 (社2) | 布勢スプリント                | 鳥取市     | 110mH  | 優勝     | 13秒43 (+3.2) |                     |
| 2017 (社2) | Spitzen Leichtathletik Luzern | ルツェルン | 110mH  | Bﾚｰｽ5位  | 13秒88 (-0.2) |                     |
| 2017 (社2) | 全日本実業団選手権            | 大阪市     | 110mH  | 優勝     | 13秒61 (+1.1) |                     |
| 2017 (社2) | 国民体育大会                  | 松山市     | 110mH  | 優勝     | 13秒47 (+2.2) |                     |
| 2018 (社3) | 織田記念                      | 広島市     | 110mH  | 8位      | 13秒88 (+2.6) |                     |
| 2018 (社3) | 木南記念                      | 大阪市     | 110mH  | 優勝     | 13秒64 (+1.6) |                     |
| 2018 (社3) | 全日本実業団選手権            | 大阪市     | 110mH  | 2位      | 13秒79 (-0.7) |                     |
| 2018 (社3) | 国民体育大会                  | 福井市     | 110mH  | 2位      | 13秒50 (+1.2) |                     |